# Copa Davis

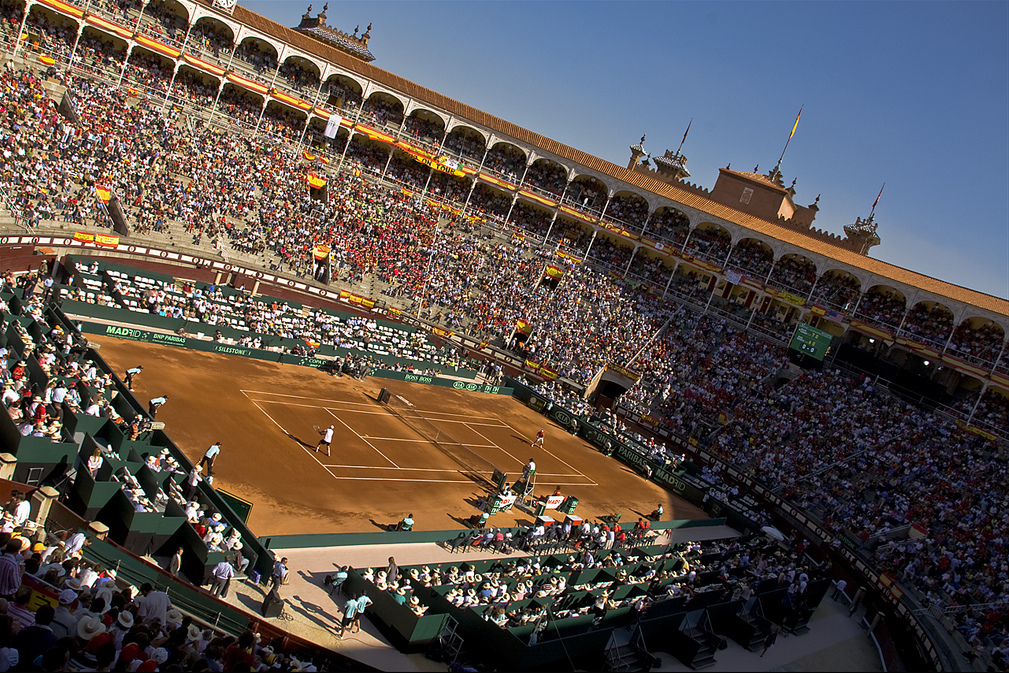
Partida entre David Ferrer (ESP) x Andy Roddick (USA), válido pela semifinal do grupo mundial de 2008.

A Copa Davis (português brasileiro) ou Taça Davis (português europeu) é um evento internacional de tênis masculino. A maior competição por equipes no esporte, a Copa Davis é dirigida pela Federação Internacional de Tênis - ITF e é jogada entre times de diversos países, no sistema de eliminação direta (ou mata-mata). Em 2005, 134 nações inscritas na competição em formato de equipes.
O recordista de participações em jogos da Copa Davis é o italiano Nicola Pietrangeli. Ele disputou 163 partidas (109 simples e 54 duplas), entre 1954 e 1972. Venceu 120 no total.
O equivalente feminino da Copa Davis é a Copa Billie Jean King.

## História
A Copa ou Taça Davis teve sua 1ª edição no ano de 1900 e surgiu a partir de um desafio de quatro alunos da Universidade de Harvard, que tiveram a ideia de desafiar os britânicos, que na época eram os campeões do mundo no tênis, para uma partida no Longwood Cricket de Boston. O jogo seria marcado para o ano seguinte. A equipe dos Estados Unidos era formada por Dwight Davis (que daria nome ao torneio), Malcolm Whitman e Holcombe Ward e a equipe britânica era formada por Herbert Barret, Ernest Black e Arthur Gore. No final, a equipe estadunidense acabou sendo campeã.
As primeiras edições foram disputadas apenas por estadunidenses e britânicos, até que em 1904, belgas e franceses entraram na disputa. A partir daí, o número de participantes passou a aumentar, até que em 1923, a organização teve que dividir as equipes em duas zonas: americana e europeia, apesar que nem sempre a área geográfica seria respeitada .
Como em outras competições, a Davis deixou de ser disputada durante a 1ª Guerra Mundial (1915-1918) e 2ª Guerra Mundial (1940-1945). Além desses anos, a Davis deixou de ser disputada apenas em outras duas ocasiões, em 1901 e 1910.
Com o número de participantes aumentando a cada ano, em 1960 a direção da Davis foi obrigada a criar uma terceira Zona, já que naquela época, 39 países disputavam a competição.
A década de 1970, com o surgimento do Gran Prix, fez com que a Davis tivesse um encurtamento nas datas, o que foi feito após um dos torneios ter 16 meses, invadindo a temporada seguinte. Após muitas críticas, a Davis passou por uma grande reformulação na década de 1980, sendo criado um grupo de elite, o chamado Grupo Mundial, onde as 16 melhores equipes disputariam o título, e as demais equipes teriam que disputar as zonas regionais para chegar neste grupo.
Até 1973, a Davis foi dominada por 4 equipes, Estados Unidos, Reino Unido, Austrália (até 1913 Australásia) e França. Em 1974, a África do Sul venceu ao chegar a final contra a Índia, a qual se recusou a viajar para a África do Sul em protesto as políticas de apharteid, sendo desclassificada.
Hoje, a Copa Davis obedece uma fórmula alcançada em 1989 . Para não prejudicar o calendário da Associação de Tenistas Profissionais (ATP), a competição acontece em quatro semanas por ano, e em 2010 tinha mais de 130 equipes participantes .
Embora a maioria dos países vencedores sejam europeus, a maioria dos títulos foram conquistados por países não-europeus (Argentina,África do Sul,Austrália e EUA).

### 2019: reformulação
Em 2018, a ITF votou para mudar o formato da competição a partir de 2019: dezoito equipes se reuniriam no final da temporada para a fase final de uma semana em sede fixa e pré-definida. 71% das federações votaram a favor da alteração.
O formato, apoiado pelo futebolista Gerard Piqué e pelo empresário japonês Hiroshi Mikitani, foi comparado a uma Copa do Mundo de tênis e foi projetado para ser mais atraente a patrocinadores e a emissoras de televisão.
Austrália, Alemanha e Grã-Bretanha foram as federações que se opuseram a isso. Houve apoio de ex-jogadores, mas também de atletas em atividade, como Novak Djokovic e Rafael Nadal, enquanto que nomes como Rod Laver, Lucas Pouille e Roger Federer se posicionaram contra.

## Davis Cup Commitment Award
O Davis Cup Commitment Award é uma condecoração concedida pela Federação Internacional de Tênis (ITF) a todos os jogadores que disputaram pelo menos 20 confrontos na Copa Davis.

## O Brasil na Davis
O Brasil não tem muita tradição na Davis. Fez sua estreia em 1935, com Ricardo Pernambuco, Ivo Simons, Nélson Cruz, Inácio Nogueira, Humberto Costa e Roberto Whately, desclassificados na primeira rodada pelos Estados Unidos. Até 1966, os brasileiros não conseguiram nenhuma vitória expressiva. A partir desse ano, o Brasil passa ser mais respeitado internacionalmente. Thomaz Koch e Edison Mandarino levam o Brasil às semifinais contra a Índia, mas foi derrotado em Calcutá. O mesmo acontece em 1971, quando o Brasil deixou de disputar a final contra os Estados Unidos ao perder para a Romênia. Individualmente Thomaz Koch é o brasileiro que mais se destacou, sendo o sétimo jogador em número de vitórias em toda a história da competição. O Brasil voltou às semifinais em 1992, liderado por Luiz Mattar e Jaime Oncins, após vencer sete confrontos seguidos, sua mais expressiva série de vitórias, incluindo a Alemanha de Boris Becker e a Itália - no Rio de Janeiro e em Maceió. Foi derrotado pela Suíça em Genebra.
Depois disso o Brasil não forma grandes equipes, só voltando ter bons resultados nos anos 1990 com Gustavo Kuerten e Fernando Meligeni como os principais jogadores, e volta a ter bons rendimentos, como a semifinal que perdeu para a Austrália em 2000. Nos últimos anos, tem disputado a repescagem para o retorno ao Grupo Mundial, sem lograr êxito até o ano de 2012 em que a seleção brasileira venceu a Rússia e voltou ao Grupo Mundial depois de 10 anos afastada. Em 2014, o Brasil impôs derrota histórica à Espanha em São Paulo e garantiu o retorno ao Grupo Mundial de 2015.

## Formato
O novo formato foi apresentado em 2019, sendo totalmente implementado em 2020-21.
O caminho para o título, chamado de Finais, começa no Qualificatório, uma fase preliminar, que define parte das participantes do evento principal. Este acontece meses depois, em local único e curto período, com fase de grupos e eliminatória. Conta com as classificadas de início de temporada, as melhores da edição passada e, geralmente, convidada(s) e equipe da casa.
Em 2022, as fases de grupo e eliminatória foram separados em semanas e sedes diferentes. A primeira é multisede, enquanto a decisiva continua a ocorrer em única cidade.
Nesse período, os grupos I e II (Mundiais) aumentaram os jogos internacionais, enquanto os III, IV e até V foram destinados às zonas regionais, sendo os números representando as divisões e, por exemplo, o III sendo reproduzido para continente X, Y e Z.
| 18 equipes | 7 dias | Sede única | Fase de grupos e eliminatórias | Até 3 jogos por confronto |

| 24 equipes | 2 dias | 12 confrontos mandantes x visitantes | Até 5 jogos por confronto |

| 24 equipes | 2 dias | 12 confrontos mandantes x visitantes | Até 5 jogos por confronto |

| 24 equipes | 2 dias | 12 confrontos mandantes x visitantes | Até 5 jogos por confronto |

| 24 equipes | 2 dias | 12 confrontos mandantes x visitantes | Até 5 jogos por confronto |

| 24 equipes | 2 dias | 12 confrontos mandantes x visitantes | Até 5 jogos por confronto |

| Grupo III \| Nº de equipes variável \| 4 dias, em média \| Sedes \| Fase de grupos \| Junho, julho ou setembro \| Até 3 jogos por confronto \| |                  |              |                |                          |                           |
| África | Américas         | Ásia/Oceania | Europa         |                          |                           |
| Nº de equipes variável | 4 dias, em média | Sedes        | Fase de grupos | Junho, julho ou setembro | Até 3 jogos por confronto |

| Grupo IV \| Nº de equipes variável \| 4 dias, em média \| Sedes \| Fase de grupos \| Junho, julho ou setembro \| Até 3 jogos por confronto \| |                  |        |                |                          |                           |
| África | Ásia/Oceania     | Europa |                |                          |                           |
| Nº de equipes variável | 4 dias, em média | Sedes  | Fase de grupos | Junho, julho ou setembro | Até 3 jogos por confronto |

## Equipes campeãs
| País                                       | Campeonatos | Vice-campeonatos |
| ------------------------------------------ | --- | --- |
| Estados Unidos                             | 1900, 1902, 1913, 1920, 1921, 1922, 1923, 1924, 1925, 1926, 1937, 1938, 1946, 1947, 1948, 1949, 1954, 1958, 1963, 1968, 1969, 1970, 1971, 1972, 1978, 1979, 1981, 1982, 1990, 1992, 1995, 2007 (32) | 1903, 1905, 1906, 1908, 1909, 1911, 1914, 1927, 1928, 1929, 1930, 1932, 1934, 1935, 1939, 1950, 1951, 1952, 1953, 1955, 1956, 1957, 1959, 1964, 1973, 1984, 1991, 1997, 2004 (29) |
| Austrália · (inclui Australásia* )         | 1907*, 1908*, 1909*, 1911*, 1914, 1919, 1939, 1950, 1951, 1952, 1953, 1955, 1956, 1957, 1959, 1960, 1961, 1962, 1964, 1965, 1966, 1967, 1973, 1977, 1983, 1986, 1999, 2003 (28)                     | 1912*, 1920, 1922, 1923, 1924, 1936, 1938, 1946, 1947, 1948, 1949, 1954, 1958, 1963, 1968, 1990, 1993, 2000, 2001, 2022, 2023 (21)                                                |
| Grã-Bretanha · (inclui Ilhas Britânicas* ) | 1903*, 1904*, 1905*, 1906*, 1912*, 1933, 1934, 1935, 1936, 2015 (10) | 1900*, 1902*, 1907*, 1913, 1919, 1931, 1937, 1978 (8) |
| França                                     | 1927, 1928, 1929, 1930, 1931, 1932, 1991, 1996, 2001, 2017 (10) | 1925, 1926, 1933, 1982, 1999, 2002, 2010, 2014, 2018 (9) |
| Suécia                                     | 1975, 1984, 1985, 1987, 1994, 1997, 1998 (7) | 1983, 1986, 1988, 1989, 1996 (5) |
| Espanha                                    | 2000, 2004, 2008, 2009, 2011, 2019 (6) | 1965, 1967, 2003, 2012 (4) |
| Itália                                     | 1976, 2023, 2024 (3) | 1960, 1961, 1977, 1979, 1980, 1998 (6) |
| Rússia                                     | 2002, 2006, 2020-21 (3) | 1994, 1995, 2007 (3) |
| Alemanha · (inclui Alemanha Ocidental* )   | 1988*, 1989*, 1993 (3) | 1970*, 1985* (2) |
| Chéquia · (inclui Tchecoslováquia* )       | 1980*, 2012, 2013 (3) | 1975*, 2009 (2) |
| Croácia                                    | 2005, 2018 (2) | 2016, 2020-21 (2) |
| Argentina                                  | 2016 (1) | 1981, 2006, 2008, 2011 (4) |
| Canadá                                     | 2022 (1) | 2019 (1) |
| Sérvia                                     | 2010 (1) | 2013 (1) |
| Suíça                                      | 2014 (1) | 1992 (1) |
| África do Sul                              | 1974 (1) | – |
| Roménia                                    | (0) | 1969, 1971, 1972 (3) |
| Índia                                      | (0) | 1966, 1974, 1987 (3) |
| Bélgica                                    | (0) | 1904, 2015, 2017 (3) |
| Japão                                      | (0) | 1921 (1) |
| México                                     | (0) | 1962 (1) |
| Chile                                      | (0) | 1976 (1) |
| Eslováquia                                 | (0) | 2005 (1) |
| Países Baixos                              | (0) | 2024 (1) |

## Ranking
Em 25 de novembro de 2024.

| Pos. | Equipe         | Pontos | Confrontos |
| ---- | -------------- | ------ | ---------- |
| 1ª   | Itália         | 637,25 | 22         |
| 2ª   | Austrália      | 519,75 | 21         |
| 3ª   | Canadá         | 477,50 | 18         |
| 4ª   | Países Baixos  | 462,00 | 19         |
| 5ª   | Alemanha       | 449,50 | 18         |
| 6ª   | Estados Unidos | 432,50 | 17         |
| 7ª   | Sérvia         | 393,75 | 15         |
| 8ª   | Croácia        | 393,00 | 17         |
| 9ª   | França         | 390,75 | 14         |
| 10ª  | Espanha        | 389,00 | 14         |
| 11ª  | Chéquia        | 387,50 | 14         |
| 12ª  | Grã-Bretanha   | 387,25 | 14         |
| 13ª  | Finlândia      | 383,25 | 14         |
| 14ª  | Bélgica        | 368,00 | 12         |
| 15ª  | Argentina      | 360,50 | 13         |
| 16ª  | Chile          | 358,75 | 12         |
| 17ª  | Brasil         | 354,25 | 10         |
| 18ª  | Eslováquia     | 347,50 | 10         |
| 19ª  | Coreia do Sul  | 342,50 | 12         |
| 20ª  | Suécia         | 341,50 | 14         |
|      |                |        |            |
| 26ª  | Portugal       | 315,00 | 8          |

## Recordes
- O recordista de participações em jogos da Copa Davis é o italiano Nicola Pietrangeli. Ele disputou 163 partidas (109 simples e 54 duplas), entre 1954 e 1972. Venceu 120 no total.
- A partida que mais tempo durou em toda a competição foi o duelo de duplas entre Stanislas Wawrinka/Marco Chiudinelli, da Suíça, e Tomas Berdych/Lukas Rosol, da República Tcheca, em 2013, que se arrastou por 7h02, com vitória dos tchecos por 6/4, 5/7, 6/4, 6/7 e 24/22.[12]
- A partida entre Leonardo Mayer 3 x 2 João Souza (Feijão), válida pela Copa Davis de 2015, é o jogo de simples mais longo da história do torneio, com duração de 6h42[12].